# God Said No
God Said No è il secondo album in studio del cantante messicano-statunitense Omar Apollo, pubblicato il 28 giugno 2024 su etichetta discografica Warner Records.

## Accoglienza
| Recensione         | Giudizio |
| ------------------ | -------- |
| Clash              | 8/10     |
| NME                |          |
| Pitchfork          | 7,6/10   |
| Rolling Stone      |          |
| The New York Times | 8/10     |

God Said No ha ottenuto l'acclamo universale da parte dei critici musicali. Su Metacritic, sito che assegna un punteggio normalizzato su 100 in base a critiche selezionate, l'album ha ottenuto un punteggio medio di 82 basato su cinque critiche.

## Tracce
1. Be Careful with Me – 3:16
2. Spite – 2:39
3. Less of You – 3:13
4. Done with You – 2:38
5. Plane Trees (feat. Mustafa) – 3:31
6. Drifting – 4:23
7. Empty – 3:17
8. Life's Unfair – 2:58
9. Against Me – 2:31
10. While U Can – 3:06
11. Dispose of Me – 3:37
12. How – 2:59
13. Pedro – 2:26
14. Glow – 4:38

## Classifiche
| Classifica (2024) | Posizione massima |
| ----------------- | ----------------- |
| Australia         | 11                |
| Stati Uniti       | 56                |